# 张村驿镇
张村驿镇，是中华人民共和国陕西省延安市富县下辖的一个乡镇级行政单位。

## 行政区划
张村驿镇下辖以下地区：
张村驿社区、张村驿村、树坡村、榆树村、罗儿山村、白家塬村、下河湾村、高家洼村、川口村、广家寨村、芦村、塘坊村、芦村沟村、四家岔村、党家河村、白土桥村和徐家沟村。